# Strijelac (vojnik)
Strijelac je vojnik koji ispaljuje neku vrstu projektila (kamen, strelica, koplje, metak) iz ručnog oružja (praćka, luk, samostrel, puška, strojnica, ručni top).
Strijelci su u doba hladnog oružja bili podvrsta pješaštva ili konjice koji su iz srednje udaljenosti ispaljivali strelice ili kamenje na protivničke formacije. Najčešća taktika bila je da strijelci ispale nekoliko salvi projektila na protivnika, nakon čega bi uslijedio juriš kopljanika i mačevalaca.
Rjeđe su se koristili strijelci koji su izbacivali koplja, za što se trebalo približiti još više. Poznata je primjena koplja u rimskoj vojsci, gdje je svaki legionar, uz standardni mač i štit, bio opremljen i s dva koplja (pila) koja bi se izbacivala neposredno prije juriša.
Pojavom ručnog vatrenog oružja, a naročito pušaka velike preciznosti, promijenilo se nekoliko stvari: iz upotrebe su nestali hladni projektili, iz taktike je praktično nestala borba prsa o prsa, a status strijelaca u vojskama se unaprijedio i oni su postali osnovno pješaštvo. Danas je svaki pješak opremljen nekom vrstom puške ili strojnice. Postoje također i taktički strijelci, tj. snajperisti.